# Ievgueni Vaïtsekhovski
Ievgueni Vaïtsekhovski (en russe : Евгений Владимирович Вайцеховский), né le 12 mai 1986 à Kirovo-Tchepetsk, (Russie), est un grimpeur russe. Il a détenu le record du monde d'escalade de vitesse, en 5,88 secondes, d'octobre 2012 à août 2014.

## Palmarès

### Championnats du monde
- 2005 à Munich,  Allemagne
  -  Médaille d'or en vitesse

### Jeux mondiaux
- Jeux mondiaux 2009, à Kaohsiung, (Taïwan)
  -  Médaille d'argent en vitesse;

### Championnats d'Europe
- 2008 à Paris,  France
  -  Médaille d'or en vitesse
- 2006 à Iekaterinbourg,  Russie
  -  Médaille d'or en vitesse

### Rock Master d'lol
- 1e place en 2007.